# 狐臭柴
狐臭柴（学名：Premna puberula），为马鞭草科豆腐柴属下的一个植物变种。